# Agustín González
Agustín González Martínez (Linares, 24 maart 1930 – Madrid, 16 januari 2005) was een Spaanse acteur, die in meer dan 150 films speelde en ook werkte voor theater en televisie. Zijn carrière omvatte ruim vijftig jaar en hij is voor zijn werk geëerd met vele, overwegend Spaanse prijzen.

## Carrière
Gonzáles begon aan diverse opleidingen en was in zijn studententijd verbonden aan het theatergezelschap Teatro Español Universitario. Uiteindelijk staakte hij zijn studie voor het acteren.
In 1953 debuteerde hij in het theater met een kleine rol in Escuadra hacia la muerte. Het jaar daarop verscheen hij voor het eerst op film in Felices Pascuas, van Juan Antonio Bardem. Uiteindelijk zou hij hoofdrollen en belangrijke bijrollen spelen in meer dan 150 films, waarbij hij vooral in de jaren tachtig grote successen boekte.
Enkele belangrijke titels: Plácido y la trilogía La escopeta nacional, Patrimonio nacional en Nacional III, van Luis García Berlanga; La colmena en Los santos inocentes, van Mario Camus; Belle Époque, van Fernando Trueba en Volver a empezar, El abuelo, Historia de un beso en Tiovivo c.1950 (zijn laatste film), van José Luis Garci. Hij speelde zowel een hoofdrol in de film Las bicicletas son para el verano (1984) van Jaime Chávarri als in het gelijknamige theaterstuk van Fernando Fernán Gómez waar de film op gebaseerd was. Met zijn strakke werkritme kon hij jaarlijks in verscheidene films spelen, tot wel twaalf in een jaar. Hij werd vier keer genomineerd voor de Premio Goya voor beste mannelijke bijrol: in 1987, 1988, 1995 en 1999.
Op het Festival Imagfic in 1988 won Gonzales de prijs voor beste acteur voor zijn rol in de film Testigo azul (Alucinema) van Francisco Rodríguez. González won deze prijs ex aequo met de Noord-Amerikaanse acteur David Jacobson, die hem kreeg voor zijn werk in de film The beat van Paul Mones.
Bij het grote publiek kreeg hij vooral bekendheid door zijn rollen in televisieseries, zoals Cervantes, Cuentos imposibles, Los ladrones van a la oficina en Éste es mi barrio.
In het theater hadden Gonzales en Berta Riaza de hoofdrollen in Todos eran mis hijos (All my sons), van Arthur Miller, dat werd opgevoerd in Buenos Aires in augustus 1988. In 1990 speelde hij met María Asquerino in El león en invierno van James Goldman, een stuk over de strijd tussen Henry II en Leonor van Aquitanie. Andere stukken waarin hij speelde, waren Luces de bohemia (1970) van Valle Inclán, Irene o el tesoro van Antonio Buero Vallejo; El rufián castrucho van Lope de Vega, Las mocedades del Cid van Guillén de Castro, El burlador de Sevilla van Tirso de Molina en En la red van Alfonso Sastre. Daarnaast trad hij op in vertaald werk van niet-Spaanse schrijvers zoals Los emigrados (Emigranci van Sławomir Mrożek), dat hij vertolkte met José María Rodero en Trampa para un hombre solo (Piège pour un homme seul  van Robert Thomas).

## Levensloop
Augustín Gonzales was de oudste broer van Manuel González, een van de leden van de Spaanse popgroep Los Brincos.
Van 1954 tot 1986 woonde hij samen met de actrice María Luisa Ponte, zijn tegenspeelster in talloze toneelstukken, hoewel hij ook kortstondige relaties had met María Asquerino en Pilar Bardem. Zijn laatste jaren bracht hij door met Maite de la Cruz, moeder van televisiepresentatrice Sandra Sutherland.

## Overlijden
In november 2004 werkte hij mee aan Tres hombres y un destino samen met José Luis López Vázquez en Manuel Alexandre, maar wegens gezondheidsproblemen moest hij zich laten vervangen. In januari 2005 overleed hij in het La Zarzuela-ziekenhuis in Madrid aan complicaties van een longontsteking.
Van de korte film El último día del principio de tu vida van Pedro Folla en Carlos Castel maakte hij de première niet meer mee, omdat hij na een ziekenhuisopname van enkele dagen overleed. Deze film was in augustus 2003 opgenomen in Galicië en hij speelde er samen met jonge acteurs als Daniel Huarte en Javier Pereira.

## Filmografie

### Film (selectie)
- Felices Pascuas van Juan Antonio Bardem (1954)
- Un tipo de sangre van León Klimovsky (1960)
- Mi calle van Edgar Neville (1960)
- Mi noche de bodas van Tulio Demicheli (1961)
- Plácido van Luis García Berlanga (1961)
- Atraco a las tres van José María Forqué (1962)
- Los que no fuimos a la guerra van Julio Diamante (1962)
- El mundo sigue van Fernando Fernán-Gómez (1963)
- El verdugo van Luis García Berlanga (1963)
- La verbena de la paloma van Jose Luis Saenz de Heredia (1963)
- Secuestro en la ciudad van Luis María Delgado (1964)
- Tengo 17 años van José María Forqué (1964)
- De cuerpo presente van Antonio Eceiza (1967)
- La Regenta van Gonzalo Suárez (1974)
- El diputado. van Eloy de la Iglesia (1978)
- La escopeta nacional van Luis García Berlanga (1978)
- Patrimonio Nacional van Luis García Berlanga (1980)
- El nido van Jaime de Armiñán (1980)
- El divorcio que viene van Pedro Masó (1980)
- Las aventuras de Enrique y Ana van Tito Fernández (1981)
- Volver a empezar van José Luis Garci (1981)
- Gary Cooper, que estás en los cielos van Pilar Miró (1981)
- En septiembre van Jaime de Armiñán (1982)
- Nacional III van Luis García Berlanga (1982)
- Buscando a Perico van Antonio del Real (1982)
- La colmena van Mario Camus (1982)
- Las bicicletas son para el verano van Jaime Chávarri (1983)
- El caso Almería van Pedro Costa (1983)
- El crack II van José Luis Garci (1983)
- Los santos inocentes van Mario Camus (1984)
- El Pico II van Eloy de la Iglesia (1984)
- Dos mejor que uno van Ángel Llorente (1984)
- Madre in Japan van Paco Perales (1985)
- Stico van Jaime de Armiñán (1985)
- Total (televisiedrama) van José Luis Cuerda (1985)
- Crimen en familia van Santiago San Miguel (1985)
- La corte de Faraón van José Luis García Sánchez (1985)
- La vaquilla van Luis García Berlanga (1985)
- A la pálida luz de la luna van José María González Sinde (1985)
- Mambrú se fue a la guerra van Fernando Fernán Gómez (1985)
- Redondela van Pedro Costa (1986)
- Hay que deshacer la casa van José Luis García Sánchez (1986)
- Moros y cristianos van Luis García Berlanga (1987)
- Policía (1987)
- La marrana van José Luis Cuerda (1992)
- Belle Époque van Fernando Trueba (1992)
- Después del sueño van Mario Camus (1992)
- Aquí, el que no corre...vuela van Ramón Fernández (1992)
- Todos a la cárcel van Luis García Berlanga (1993)
- Los peores años de nuestra vida van Emilio Martínez Lázaro (1994)
- Siete mil días juntos van Fernando Fernán Gómez (1994)
- Así en el cielo como en la tierra van José Luis Cuerda (1995)
- La ley de la frontera (1995) van (Adolfo Aristarain)
- El abuelo van José Luis Garci (1998)
- Caricias van Ventura Pons (1998)
- Historia de un beso van José Luis Garci (2002)
- Tiovivo c. 1950 van José Luis Garci (2004)
- El último día del principio de tu vida van Pedro Folla y Carlos Castel (2005).

### Televisie
- Firmado Pérez (1963)
- Historia de la frivolidad (1967)
- Silencio, estrenamos (1974)
- Cervantes (1980)
- El jardín de Venus (1983–1984)
- Cuentos imposibles (1984)
- Escalera exterior, escalera interior (1986)
- Clase media (1987)
- Los ladrones van a la oficina 1993–1996)
- Compuesta y sin novio (1994)
- Oh! Espanya (1994)
- Todos a bordo (1995)
- Pepa y Pepe (1995)
- Éste es mi barrio (1996-1997)
- Mamá quiere ser artista (1997)
- Ni contigo ni sin ti (1998)
- La vida en el aire (1998)
- Arrayán (1999)
- A las once en casa (2000)
- Cuéntame cómo pasó (2002)
- Viento del pueblo. Miguel Hernández (2002)
- 7 Vidas (2003)
- La vida de Rita (2003).

### Theater (selectie)
- Escuadra hacia la muerte (1953)
- El caso del señor vestido de violeta (1954)
- La fierecilla domada (1954)
- Medida por medida (1955)
- La feria de Cuernicabra (1956)
- Tengo un millón (1960)
- En la red (1961)
- El tintero (1961)
- Vestir al desnudo (1961)
- Las que tienen que servir (1962)
- La loca de Chaillot (1962)
- El proceso del arzobispo Carranza (1964)
- El cerco de Numancia (1966)
- El rey Lear ( King Lear ) (1967)
- El rufián Castrucho (1968)[5]
- Las mocedades del Cid (1968)[6]
- Medida por medida (1969)
- Luces de bohemia (1970)
- El cántaro roto (1981)
- Las bicicletas son para el verano (1982)[7]
- Todos eran mis hijos (All my sons) van Arthur Miller (1988)
- El león en invierno (1990)
- Trampa para un hombre solo (2002)
- El alcalde de Zalamea (2003)
- Tres hombres y un destino (2004).

## Prijzen en nominaties

### Prijzen van deCírculo de Escritores Cinematográficos
| Jaar | Categorie               | Film                           | Resultaat |
| ---- | ----------------------- | ------------------------------ | --------- |
| 1981 | Beste mannelijke bijrol | El poderoso influjo de la luna | Winnaar   |

### Prijzen van deFotogramas de Plata
| Jaar | Categorie               | Film/Serie/Montage                                     | Resultaat   |
| ---- | ----------------------- | ------------------------------------------------------ | ----------- |
| 1982 | Beste theatervertolking | Las bicicletas son para el verano                      | Winnaar     |
| 1984 | Beste filmacteur        | Las bicicletas son para el verano Los santos inocentes | Genomineerd |
| 1984 | Beste televisierol      | Cuentos imposibles                                     | Genomineerd |

### Prijzen van deUnión de Actores y Actrices
| Jaar | Categorie     | Resultaat |
| ---- | ------------- | --------- |
| 2004 | Toda una vida | Winnaar   |

### Premios Goya(filmprijs)
| Jaar | Categorie               | Film                            | Resultaat   |
| ---- | ----------------------- | ------------------------------- | ----------- |
| 1986 | Beste mannelijke bijrol | Mambrú se fue a la guerra       | Genomineerd |
| 1987 | Beste mannelijke bijrol | Moros y cristianos              | Genomineerd |
| 1994 | Beste mannelijke bijrol | Los peores años de nuestra vida | Genomineerd |
| 1998 | Beste mannelijke bijrol | El abuelo                       | Genomineerd |

### Overige prijzen
- Antena de Oro (1968)
- Medalla de Oro al Mérito en las Bellas Artes, een Spaanse prijs van het ministerie van cultuur (1983)
- Prijs van het Internationaal filmfestival van Karlsbad (1984)
- Prijs van ACE, van New Yorkse recensenten met Spaanse wortels (1987)
- Beste acteur Festival de Cine de Comedia de Peñíscola (1993)
- Medalla al Mérito en el Trabajo, gouden medaille in zijn categorie (2004)
- Premios Max voor beste theaterrol in El alcalde de Zalamea (1984).